# 알리 보제르
알리 휘슬레브 보제르(Ali Hüsrev Bozer, 1925년 7월 28일 ~ 2020년 9월 30일)는 튀르키예의 정치인 · 법학자이다.
앙카라에서 태어나 앙카라 대학교에서 법학을 전공했다. 1989년 투르구트 외잘과 이을드름 아크불루트 내각에서 부총리와 외무 장관을 맡았으며, 총리가 교체되는 열흘동안 총리 권한대행을 맡았다.
자동차 회사 오야크 르노의 창립자 중 한 사람으로, 1991년부터 1995년까지 이사회 의장을 맡았다. 아들인 아흐메트 보제르는 코카-콜라 컴퍼니의 북미 이외 지역을 담당하는 코카-콜라 인터내셔널의 대표이다.
코로나19 범유행중인 2020년 9월 30일 코로나19로 사망하였다.